# Střední průmyslová škola stavební a Obchodní akademie Kladno
Střední průmyslová škola stavební a Obchodní akademie Kladno (SPŠS a OA Kladno) vznikla na počátku 20. století, kdy se začalo na Kladensku těžit uhlí a spolu s ním se začala rodit Poldina huť. Proto zde vznikla poptávka po středoškolsky vzdělané hutnické a hornické inteligenci. Tehdy měla škola název: SPŠ horní Kladno. Avšak po zavření "Poldovky" nenacházeli studenti využití a proto na Kladensku tento obor vymizel. Přes název SPŠ horní Kladno, SPŠ hutní Kladno, SOŠ stavební Kladno se dostal až k současnému SPŠS a OA Kladno. Dlouholetým renomé a kvalitní výukou se škola těší širokému povědomí veřejnosti. Do školy dochází studenti z širokého okolí (např.: Kladensko, Rakovnicko, Mělnicko, Kralupsko a část Prahy). Kvůli klesající úrovní vědomostí studentů v celé republice je tato škola z původního druhého místa na 14. místě z celé České republiky. V dobách nedávno minulých se daly srovnávat výsledky SPŠS a OA Kladno se zdejším gymnáziem.

## Časopis
Na škole pravidelně každý měsíc vychází časopis Student's life, který vychází v běžném papírovém vydání i internetové verzi. Redakce školního časopisu je sestavena ze studentů všech oborů. Časopis získal v roce 2014 3. místo za Nejlepší časopis Středočeského kraje
Šéfredaktoři:
- Jan Maňas[8]
- Jana Hanzalíková

## Budova
Budova školy připomíná i dnes hornickou historii.

### Poloha
Objekt školy stojí v samotném srdci Kladna a to před Sítenským mostem. Střední škola je v čele třech budov (v tzv. Účku). Po levé straně směrem od silnice je internát a po pravé základní škola. Nedaleko školy stojí i Gymnázium Kladno.

### Okolí
Na nádvoří před "účkem" stála v letech 1971–1991 na žulovém podstavci socha Antonína Zápotockého v nadživotní velikosti, sochu vytvořil ve své vilce v Praze-Kunraticích Viktor Dobrovolný.

## Známé osobnosti

### Profesoři
- akad. Ing. arch. Martin Souček (syn Karla Součka)
- Mgr. Martin Souček (vnuk Karla Součka)
- Mgr. Anna Sekeráková, spisovatelka[11]

### Studenti
Mezi známé osobnosti, které zde studovaly, patří: 
- Jaromír Jágr[12]
- Tomáš Plekanec[12]
- Stanislav Rovný[12]
- Václav Šorel

## Studium

### Denní
Délka studia je 4 roky. Škola nabízí následující studijní obory: 
- Stavebnictví – Základní obor stavebnictví je ze začátku (v prvních dvou letech) obecný. Na začátku třetího ročníku se student může rozhodnout pro pokračování ve studiu se zaměřením na pozemní stavitelství, podnikání a management nebo stavební obnovu. Studium připravuje žáky pro činnost středních technicko-hospodářských pracovníků ve stavebnictví, v oblasti činnosti stavební výroby, přípravy staveb, projektových prací i v oboru výzkumu. Absolventi všech zaměření se často uplatňují jako úspěšní soukromí podnikatelé.
- Obchodní akademie – Absolvent Obchodní akademie je středoškolsky vzdělaný pracovník s univerzálním vzděláním pro výkon obchodně podnikatelských funkcí ve výrobních podnicích, českém i mezinárodním obchodě, v peněžnictví, cestovním ruchu a jiných službách ve státní a veřejné správě.
- Technické lyceum – Má uplatnění na hranici mezi gymnáziem a odbornou školou. Klade důraz na obecně vzdělávací předměty a odborný základ. Připravuje absolventa nejen do přímého vstupu do praxe, ale i na vysokoškolské studium. Je také alternativou pro zatím nerozhodné profesně nevyhraněné, ale studijně orientované žáky.
- Ekonomické lyceum – Absolventi tohoto oboru vzdělání Ekonomické lyceum mají znalosti, které jsou aktuální na trhu práce a velmi potřebné. Škola připravuje odborné pracovníky pro výkon širokého spektra činností a samozřejmě také pro další vzdělávání. Cílem studia je vybavit žáky kompetencemi nezbytnými pro profesní uplatnění a celoživotní vzdělávání.

### Dálkové studium
Dálkové studium v této době již není možné na této škole. Skončilo ve školním roce 2012/2013. Studovalo se pět let, po kterých se studium završilo maturitou. Posledními ročníky, které toho dálkové studium využily, byly z oborů stavebnictví a obchodní akademie.

### Historie předmětů
V současnosti se zde vyučuje obor: stavebnictví, technické lyceum, obchodní akademie, ekonomické lyceum. V minulosti ale i např. hutní, poštovní a peněžní služby.

## Vybavení
Škola je vybavena pěti počítačovými učebnami, které slouží jak pro výuku informačních a komunikačních technologií, tak i pro výuku dalších odborných předmětů (Konstrukční cvičení, pozemní stavitelství, CAD, geodézie, písemná a elektronická komunikace, průmyslový design) a některých hodin výuky jazyků. Učebnou a laboratoří pro výuku chemie, biologie, fyziky či stavební laboratoří pro výuku předmětů praxe a stavební konstrukce. Stavebním dvorem pro výuku předmětu praxe a v neposlední řadě tělocvičnou či hřištěm.